# یلکوتو
یلکوتو شهری در شهرستان تیکاره در استان بام در بورکینافاسوی شمالی است و جمعیت آن ۴۱۳ نفر است.